# Trymalium densiflorum
Trymalium densiflorum är en brakvedsväxtart som beskrevs av B.L. Rye. Trymalium densiflorum ingår i släktet Trymalium och familjen brakvedsväxter. Inga underarter finns listade i Catalogue of Life.